# ابوالفضل شکارچی
ابوالفضل شکارچی سرتیپ سپاه پاسداران انقلاب اسلامی است، که هم‌اکنون به‌عنوان معاون فرهنگی و تبلیغات دفاعی ستاد کل نیروهای مسلح فعالیت می‌کند و سخنگوی ارشد نیروهای مسلح است.
وی فعالیت نظامی را در خلال جنگ ایران و عراق در سپاه قم آغاز کرد و مراتب فرماندهی را در لشکر ۱۷ علی بن ابی‌طالب طی نمود. شکارچی از ۱۳۸۰ تا ۱۳۸۳ فرماندهی تیپ ۵۷ حضرت ابوالفضل را برعهده داشت، در فاصله سال‌های ۱۳۸۷ تا ۱۳۹۵ معاون هماهنگ‌کننده سازمان عقیدتی سیاسی وزارت دفاع بود، از ۱۳۹۵ تا ۱۳۹۷ به‌عنوان معاون امور بسیج و فرهنگ دفاعی ستاد کل نیروهای مسلح فعالیت می‌کرد و از سال ۱۳۹۷ معاون فرهنگی و تبلیغات دفاعی ستاد کل نیروهای مسلح است.